# Farní sbor Českobratrské církve evangelické ve Džbánově – Ústí nad Orlicí
Farní sbor Českobratrské církve evangelické ve Džbánově – Ústí nad Orlicí je územní sbor Českobratrské církve evangelické ve Džbánově s kazatelskou stanicí v Ústí nad Orlicí. Sbor je jedním ze sborů, které tvoří Chrudimský seniorát.
Sbor vznikl roku 1880 osamostatněním od sboru ve Sloupnici, jehož filiálkou byl od roku 1783.
Farářem sboru je Ladislav Havelka, kurátorkou sboru Hana Lásková.

## Faráři sborujáhen,
- Bohumil Karel Mareš (1881–1887)
- Bedřich Horký (1887–1931)
- Jan Sláma (1932–1934)
- Jan Sláma (1934–1946)
- Josef Průša (1948–1948)
- Josef Průša (1949–1955)
- Jan Amos Pavlinec (1955–1976)
- Blahoslav Pípal (1978–1990)
- Anna Pípalová (1991–1997)
- Josef Šplíchal (jáhen, 2000–2004)
- Jiří Kvapil (2006–2016)
- Pavel Hejzlar (2016–2018)
- Ladislav Havelka (2019–)